# Rhinoplocephalus bicolor
Rhinoplocephalus bicolor — вид отруйних змій родини аспідових (Elapidae). Ендемік Австралії. Це єдиний представник монотипового роду Rhinoplocephalus.

## Опис
Rhinoplocephalus bicolor — це невеликі змії, самці цього виду зазвичай досягають довжини 34,6 см (без врахування хвоста), а самиці — 32,8 см. Верхня частина тіла у дорослих змій оранжево-коричнева, боки оранжево-червоні, нижня частина тіла світліша, біло-кремова. Деякі особини мають повністю яскраво-помаранчеве забарвлення. У новонароджених змій спина блакитна, а боки жовті.

## Поширення і екологія
Rhinoplocephalus bicolor поширені у прибережних районах Південно-Західної Австралії, від Басселтона до мису Арід. Вони живуть серед прибережних дюн, на пустищах і в чагарниках, а також в рідколіссях, часто поблизу покинутих мурашників, побудованих Iridomyrmex. Живляться сцинками з родів Ctenotus, Hemiergis і Morethia. Яйцеживородні, народжують від 1 до 5 дитинчат.